# Speichern
Das Speichern ist in der Logistik ein dem Lagern und Puffern ähnlicher Vorgang, bei dem Güter bewusst und gewollt an einem Speicher gehalten werden; im Gegensatz zum Lagern jedoch nur kurzfristig.

## Zweck
Das Speichern dient zum Ansammeln von Teillieferungen von Lieferanten oder von Fertigungslosen, um sie gemeinsam weiterzuverarbeiten, zu verkaufen, zu transportieren, oder um sie zu sortieren. Dadurch können Fertigungs- und Transportmittel optimal genutzt werden. Es können auch größere Liefermengen oder Fertigungslose gespeichert werden, um sie nach und nach aus dem Speicher abzurufen, beispielsweise für die Verteilung auf verschiedene LKW zum Ausliefern.

## Beispiele für Speichervorgänge
In der Fachliteratur werden folgende Beispiele für das Speichern genannt:
- Abernten eines Feldes und Verbrauch der Ernte über das ganze Jahr.
- Aktionsware im Handel: Diese wird in mehreren Lieferungen beschafft und zum Aktionstag ausgeliefert.
- Güter, die an Umschlagpunkten gesammelt werden, bis die volle Transportmenge eines Transportfahrzeuges erreicht ist.
- Eine Spezialvariante des Speicherns liegt vor, wenn über einen längeren Zeitraum gespeichert wird, bis das Gut wieder benötigt wird. Dazu zählen beispielsweise Bibliotheken, Archive, Depots oder Tresore.
- Grundsätzlich lassen sich auch einzelne Aufträge speichern, puffern und lagern. Die angesammelten Aufträge werden dann gemeinsam ausgeführt, also beispielsweise transportiert oder bearbeitet.